# Özlem Yalman
Özlem Yalman (Adana, 1977) és una exjugadora de Karşıyaka Bàsquet, i des de 1995 àrbitre de basquetbol. L'any 2011 va entrar a la llista de FIBA. El 2014 va ser una de les àrbitres del Campionat Mundial de Bàsquet Femení realitzat a Turquia, i de diversos Campionats d'Europa de Bàsquet Femení, tant de clubs com de seleccions nacionals el 2015 i 2019.